# Otar Kakabadze
Otar Kakabadze (Tbiliszi, 1995. június 27. –) grúz válogatott labdarúgó, a lengyel Cracovia középpályása.

## Pályafutása

### Klubcsapatokban
Kakabadze Grúzia fővárosában, Tbilisziben született. Az ifjúsági pályafutását a helyi Dinamo Tbiliszi akadémiájánál kezdte.
2013-ban mutatkozott be a Dinamo Tbiliszi felnőtt keretében. 2016-ban a spanyol másodosztályban szereplő Gimnàstic szerződtette. A 2016–17-es szezon második felében a dán Esbjerg csapatát erősítette kölcsönben. 2018-ban a svájci Luzernhez, majd 2020-ban a spanyol Teneriféhez igazolt. 2021. július 1-jén hároméves szerződést kötött a lengyel első osztályban érdekelt Cracovia együttesével. Először a 2021. július 24-ei, Górnik Łęczna ellen 1–1-es döntetlennel zárult mérkőzésen lépett pályára. Első gólját 2021. október 2-án, a Stal Mielec ellen hazai pályán 3–3-as döntetlennel végződő találkozón szerezte meg.

### A válogatottban
Kakabadze az U17-es és az U21-es korosztályú válogatottban is képviselte Grúziát.
2015-ben debütált a felnőtt válogatottban. Először a 2015. október 8-ai, Gibraltár 4–0-ra megnyert mérkőzésen lépett pályára. 2024. május 22-én Willy Sagnol szövetségi kapitány kihirdette a 26 fős Európa-bajnoki keretét, amelyben ő is szerepelt.

## Statisztikák
2023. május 13. szerint
| Klub                 | Szezon   | Osztály            | Bajnokság | Bajnokság | Kupa  | Kupa | Nemzetközi | Nemzetközi | Összesen | Összesen |
| Klub                 | Szezon   | Osztály            | Meccs     | Gól       | Meccs | Gól  | Meccs      | Gól        | Meccs    | Gól      |
| -------------------- | -------- | ------------------ | --------- | --------- | ----- | ---- | ---------- | ---------- | -------- | -------- |
| Gimnàstic            | 2016–17  | Segunda División   | 6         | 0         | 3     | 0    | —          | —          | 9        | 0        |
| Gimnàstic            | 2017–18  | Segunda División   | 36        | 1         | 0     | 0    | —          | —          | 36       | 1        |
| Gimnàstic            | 2018–19  | Segunda División   | 2         | 0         | 0     | 0    | —          | —          | 2        | 0        |
| Gimnàstic            | Összesen | Összesen           | 44        | 1         | 3     | 0    | 0          | 0          | 47       | 1        |
| Esbjerg (kölcsönben) | 2016–17  | Danish Superliga   | 12        | 0         | 0     | 0    | —          | —          | 12       | 0        |
| Luzern               | 2018–19  | Swiss Super League | 12        | 0         | 2     | 0    | —          | —          | 14       | 0        |
| Luzern               | 2019–20  | Swiss Super League | 20        | 0         | 3     | 1    | 4          | 0          | 27       | 1        |
| Luzern               | 2020–21  | Swiss Super League | 1         | 0         | 0     | 0    | —          | —          | 1        | 0        |
| Luzern               | Összesen | Összesen           | 33        | 0         | 5     | 1    | 4          | 0          | 42       | 1        |
| Tenerife             | 2020–21  | Segunda División   | 16        | 0         | 3     | 0    | —          | —          | 19       | 0        |
| Cracovia             | 2021–22  | Ekstraklasa        | 19        | 3         | 1     | 0    | —          | —          | 20       | 3        |
| Cracovia             | 2022–23  | Ekstraklasa        | 27        | 1         | 2     | 1    | —          | —          | 29       | 2        |
| Cracovia             | Összesen | Összesen           | 46        | 4         | 3     | 1    | 0          | 0          | 49       | 5        |
| Összesen             | Összesen | Összesen           | 151       | 5         | 14    | 2    | 4          | 0          | 169      | 7        |

### A válogatottban
| Válogatott | Év       | Pályára lépés | Gól |
| ---------- | -------- | ------------- | --- |
| Grúzia     | 2015     | 3             | 0   |
| Grúzia     | 2016     | 4             | 0   |
| Grúzia     | 2017     | 8             | 0   |
| Grúzia     | 2018     | 8             | 0   |
| Grúzia     | 2019     | 10            | 0   |
| Grúzia     | 2020     | 5             | 0   |
| Grúzia     | 2021     | 9             | 0   |
| Grúzia     | 2022     | 6             | 0   |
| Grúzia     | 2023     | 5             | 0   |
| Grúzia     | 2024     | 7             | 0   |
| Összesen   | Összesen | 65            | 0   |